# Карл I Люксембургски
Карл I Люксембургски (на френски: Charles I de Luxembourg-Ligny; * 1488, † 1530) от фамилията Люксембурги, е граф на Бриен и Люксембург-Лини от 1519 до 1530 г.

## Произход и фамилия
Той е син на граф Антоан I Люксембургски († 1519) и Шарлота дьо Бофремон.
Карл I се жени през 1510 г. за Шарлота дьо Естутвил (1490 – 1530) и има децата:
- Антоан II († 8 февруари 1557), граф на Бриен и Лини, женен 1535 г. за Маргарета Савойска († 1591), дъщеря на Рене Савойски, граф на Вилар
- Франсуаза (Франциска) Люксембургска († 17 юни 1566), омъжена 1535 г. за маркграф Бернхард III фон Баден-Баден (1474 – 1536)